# Coco Original Motion Picture Soundtrack
Die Musik für Lee Unkrichs Animationsfilm Coco – Lebendiger als das Leben! wurde von Michael Giacchino komponiert. Zum Soundtrack, der am 10. November 2017 von Walt Disney Records veröffentlicht wurde, steuerte eine große Zahl von Künstlern Musikstücke und Songs bei, die überwiegend von den Sprechern des Animationsfilms gesungen wurden. Im Rahmen der Oscarverleihung 2018 wurde das auf dem Soundtrack enthaltene Lied Remember Me als  bester Filmsong ausgezeichnet und im Rahmen der Golden Globe Awards 2018 in der gleichen Kategorie nominiert.

## Produktion

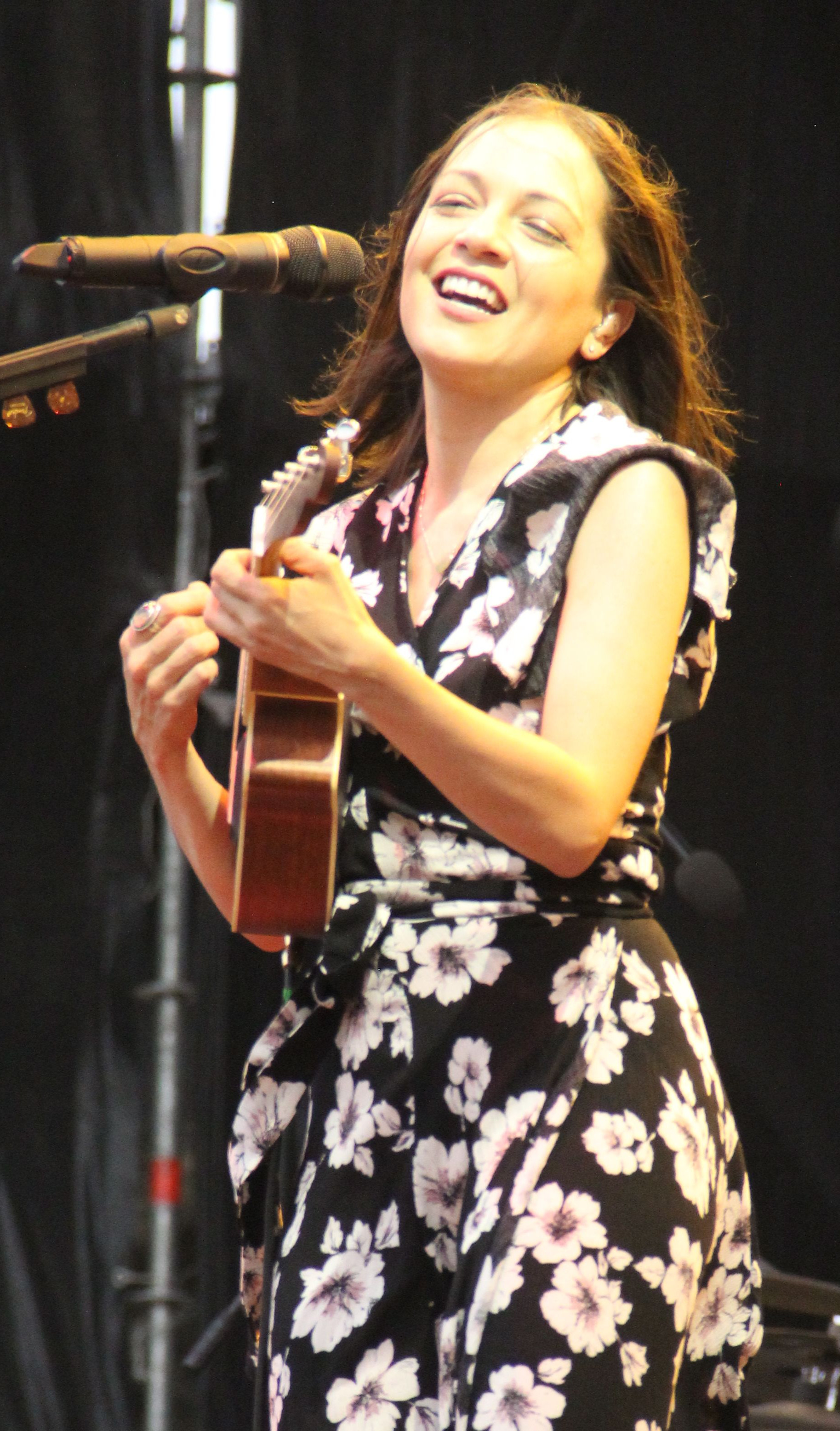
Im Abspann des Films ist eine Version des Liedes Remember Me zu hören, die von Miguel und Natalia Lafourcade (Bild) gesungen wird

Die Musik für Lee Unkrichs Animationsfilm Coco – Lebendiger als das Leben! wurde von Michael Giacchino komponiert, der für seine Arbeit an dem Disney-Pixar-Film Oben mit einem Oscar ausgezeichnet wurde. Giacchino sagte: „Als ich Coco – Lebendiger als das Leben! sah, überkam mich ein Mosaik von Gefühlen. Ich musste an meine Familie und meine Beziehungen zu Verwandten in Italien denken. Dieser Film spricht jeden an.“ Für die Orchestration arbeitete Giacchino mit Germaine Franco zusammen, die bereits bei dem Film Dope aus dem Jahr 2015 für die Filmmusik zuständig war. Über die Zusammenarbeit mit ihr sagte Giacchino: „Sie beleuchtete den komplexen Reichtum der mexikanischen Musik so gut. Die Zusammenarbeit zwischen allen Musikern an diesem Film war eine schöne Erfahrung.“ Franco sagte zu der Arbeit: „Wir wollten unsere Musik mit Elementen der mexikanischen Musik verbinden, um eine einzigartige Ausgeglichenheit in Klang, Harmonie und Rhythmus zu schaffen.“ Weiter erklärte Franco den Einsatz einer Vielzahl typischer mexikanischer Instrumente, so ein Guitarrón, eine folkloristische Harfe, eine Quijada und mehrere Sousaphone, Charchetas, Jaranas, Requintos, Marimbas, Trompeten und Violinen. Die Aufnahme entstand im August 2017 gemeinsam mit einem 83-köpfigen Orchester.
In der Filmmusik finden sich traditionelle mexikanische Lieder. Camilo Lara vom Musikprojekt Mexican Institute of Sound unterstützte das Team als musikalischer Berater und steuerte das Stück Jálale bei. Er wurde mit Franco gemeinsam mit den Kulturberatern Benjamín Juárez Echenque und Marcela Davison Avilés gebeten, die Klangwelt von Miguels Welt, der Hauptfigur im Film, zu erschaffen. Lara trat dem Musikteam früh bei und half den Filmemachern dabei, verschiedene Momente des Films durch das Spektrum der mexikanischen Musik zu navigieren, von Cumbia bis Mariachi-Musik. Lara meinte: „Vom ersten Tag an sollte die Idee so authentisch wie möglich sein. Wir haben viel Musik gehört, von anspruchsvoller bis hin zu Straßenmusik. Ich denke, es ist uns gelungen, ein wunderschönes Mosaik der großen Vielfalt unserer Musik zu präsentieren.“ Hierzu, so Lara weiter, habe man eine Vielzahl mexikanischer Top-Musiker verschiedener Genres aufgenommen, so Banda, Marimba, Mariachi und Son Jarocho.
Das in mehreren Versionen im Film zu hörende Lied Remember Me wurde von Kristen Anderson-Lopez und Robert Lopez geschrieben, die bereits 2013 für ihre Arbeit an dem Song Let It Go für den Disneyfilm Die Eiskönigin – Völlig unverfroren bei der Oscarverleihung 2014 mit einem Oscar ausgezeichnet wurden. Das Lied, dessen Titel in der deutschen Fassung Denk stets an mich lautet und das zentrale Thema der Erinnerung im Film behandelt, gilt darin als der größte Hit von Ernesto de la Cruz, wurde jedoch in Wahrheit von dessen Kollegen Hector komponiert, der sich als der eigentliche Ururgroßvater von Miguel herausstellt. Am Ende des Films singt Miguel das Lied für seine Urgroßmutter Coco, die in das Lied einstimmt, das ihr Vater einst für sie geschrieben hatte. In der im Abspann zu hörenden Version wird das Lied von Miguel und Natalia Lafourcade gesungen. Miguel sagte: „Das Lied ist etwas Besonderes, weil es um die Familie geht und uns daran erinnert, nicht zu vergessen, wo wir herkommen. Es erinnert daran, dass wir die Liebe und Opferbereitschaft unserer Vorfahren schätzen müssen, da dies dazu geführt hat, dass wir sein können, wer wir sind. Ich denke, die Botschaft dieses Songs ist stark genug, um sich mit jedem zu verbinden, aber wir fügen der Emotion des Songs in dieser Version eine weitere Ebene von Tiefe und Seele hinzu.“ Je nach Tempo kann der Liedtext von Remember Me unterschiedlich interpretiert werden, so als Liebes-, aber auch als Wiegenlied, wie eigentlich im Film angedacht.
In dem Lied La Llorona wird die Llorona, eine Figur der lateinamerikanischen Folklore besungen, im Genaueren der Geist einer Frau, die um ihre Kinder weint, welche sie in einem Fluss ertränkt hat. Das im Originalfilm in Spanisch gesungenen Lied El Mundo es mi Familia (in der deutschen Version Die Welt ist meine Familia) ist auf dem Soundtrack nicht enthalten, jedoch auf dem am im November 2017 veröffentlichten Soundtrack mit 17 in Spanisch gesungenen Liedern (Coco - Banda Sonora Original en Español).

## Film

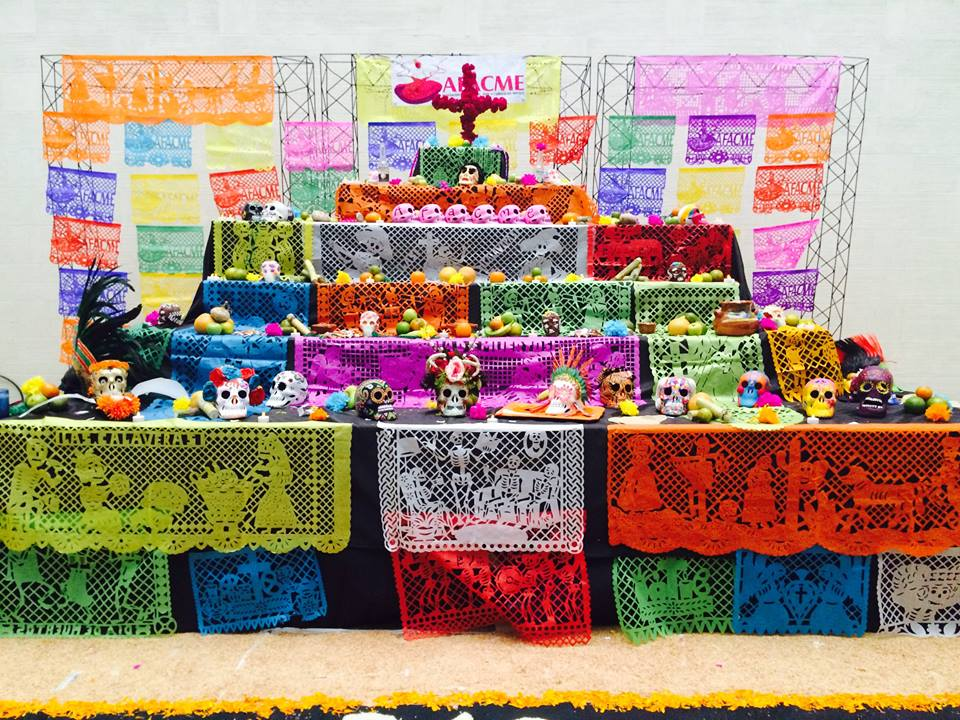
Am Día de los Muertos finden sich in Mexiko Freunde und Verwandte zusammen, um gemeinsam der geliebten Verstorbenen zu gedenken

Im Film geht es um den in einem mexikanischen Dorf lebenden zwölfjährige Miguel, der davon träumt, ein großer Musiker zu werden, obwohl Musik in seiner Familie seit Generationen verboten ist. Wie sein Idol Ernesto de la Cruz will er sein Talent beweisen. Die Gelegenheit hierzu bekommt er, als er sich nach einer mysteriösen Verkettung von Ereignissen am Día de los Muertos plötzlich im Land der Toten wiederfindet, wo er den lebensfrohen Gauner Hector trifft. Gemeinsam begeben sie sich auf eine außergewöhnliche Reise, auf der Miguel im Totenreich auch an einem musikalischen Talentwettbewerb teilnimmt. Letztlich kommt die Wahrheit hinter Miguels Familiengeschichte ans Licht, er erlebt eine Familien-Wiedervereinigung der etwas anderen Art und wird letztlich selbst ein Mariachi.
Der Día de los Muertos ist ein mexikanischer Feiertag, der vor allem in der Mitte und im Süden des Landes gefeiert wird. An diesem Tag finden sich Freunde und Verwandte zusammen, um gemeinsam der geliebten Verstorbenen zu gedenken. Auf Altären werden deren Lieblingsspeisen, Zucker-Totenköpfe und Blumen dargebracht und durch Gebete deren spirituelle Reise unterstützt.
Beim Día de los Muertos geht es nach Aussage des Regisseurs Lee Unkrich sehr stark um unsere Verpflichtung, die Erinnerung an die Verstorbenen lebendig zu halten, was auch bedeutet, das an die nächste Generation weiterzugeben.

## Veröffentlichung
Der Soundtrack umfasst 38 Musikstücke und wurde am 10. November 2017 von Walt Disney Records veröffentlicht.
Am gleichen Tag wurde Remember Me als CD veröffentlicht. Bereits am 27. Oktober 2017 hatte man ein animiertes Musikvideo zum Song veröffentlicht, zudem im November 2017 ein Video mit Miguel und Natalia Lafourcade. Am 24. November 2017 wurde auch der deutsche Soundtrack zum Film veröffentlicht.

## Titelliste
1. Remember Me (Ernesto-de-la-Cruz-Version) – Kristen Anderson-Lopez & Robert Lopez (gesungen von Benjamin Bratt) – 1:49
2. Much Needed Advice – Germaine Franco, Michael Giacchino, & Adrian Molina (gesungen von Bratt & Antonio Sol) – 1:46
3. Everyone Knows Juanita – Franco & Molina (gesungen von Gael García Bernal) – 1:15
4. Un Poco Loco – Franco & Molina (gesungen von Bernal & Anthony Gonzalez) – 1:52
5. Jálale (Instrumental) – Holger Beier, Pat Beier, & Camilo Lara (Mexican Institute of Sound) – 2:55
6. The World Es Mi Familia – Franco & Molina (gesungen von Gonzalez & Sol) – 0:51
7. Remember Me (Lullaby) – Anderson-Lopez & Lopez (gesungen von Bernal, Gabriella Flores & Libertad García Fonzi) – 1:10
8. La Llorona (Traditional) – Sol & Alanna Ubach	– 2:46
9. Remember Me (Reunion) – Anderson-Lopez & Lopez (gesungen von Gonzalez & Ana Ofelia Murguía) – 1:14
10. Proud Corazón – Franco & Molina (gesungen von Gonzalez) – 2:04
11. Remember Me (Dúo) – Anderson-Lopez & Lopez (gesungen von Miguel und Natalia Lafourcade) – 2:44
12. Will He Shoemaker? – 3:18
13. Shrine and Dash – 1:24
14. Miguel's Got an Axe to Find – 1:17
15. The Strum of Destiny – 1:10
16. It's All Relative – 2:38
17. Crossing the Marigold Bridge – 1:49
18. Dept. of Family Reunions – 2:45
19. The Skeleton Key to Escape – 1:10
20. The Newbie Skeleton Walk – 1:08
21. Adiós Chicharrón – 1:45
22. Plaza de la Cruz – 0:21
23. Family Doubtings – 2:24
24. Taking Sides – 0:57
25. Fiesta Espactacular – 0:56
26. Fiesta con de la Cruz – 2:33
27. I Have a Great-Great-Grandson – 1:15
28. A Blessing and a Fessing – 4:45
29. Cave Dwelling on the Past – 2:22
30. Somos Familia – 2:21
31. Reunión Familiar de Rivera – 3:04
32. A Family Dysfunction – 2:00
33. Grabbing a Photo Opportunity – 1:47
34. The Show Must Go On – 2:32
35. For Whom the Bell Tolls – 2:02
36. A Run for the Ages – 1:50
37. One Year Later – 1:00
38. Coco – Día de los Muertos Suite – 5:47

## Rezeption
Detlef Hedderich erklärt, die traditionelle mexikanische Musik habe starken Einfluss auf die Filmmusik und bilde die Grundlage mit der die Welt in Coco musikalisch untermalt wird. Hedderich meint weiter: „Mithilfe eines 83-köpfigen Orchesters, hochtalentierten mexikanischen Musikern und Sängern sowie original mexikanischen Instrumenten, wie Quijadas oder Jaranas gelingt es dem Team um Giacchino und Franco die melodische Landschaft des Films perfekt einzufangen.“

## Charterfolg
Der Soundtrack stieg am 24. November 2017 auf Platz 23 in die US-amerikanischen Soundtrack Album-Charts ein und erreichte dort am 8. Dezember 2017 Platz 3. Am gleichen Tag stieg er auf Platz 55 in die Billboard 200 ein. Am 19. Januar 2018 stieg der Soundtrack auf Platz 36 in die Soundtrack Album Charts im Vereinigten Königreich ein.

## Auszeichnungen
Am 18. Dezember 2017 gab die Academy of Motion Picture Arts and Sciences bekannt, dass sich der Song Remember Me in einer Vorauswahl von 70 Liedern befindet, aus der die Nominierungen in der Kategorie Bester Filmsong im Rahmen der Oscarverleihung 2018 bestimmt wurden. Im Folgenden eine Auswahl von Nominierungen und Auszeichnungen im Rahmen bekannter Filmpreise.
Annie Awards 2018
- Auszeichnung in der Kategorie Music in an Animated Feature Production (Michael Giacchino, Kristin Anderson-Lopez, Robert Lopez, Germaine Franco und Adrian Molina)[16]

Critics’ Choice Movie Awards 2018
- Auszeichnung als Bestes Lied (Remember Me)[17]

Golden Globe Awards 2018
- Nominierung als Bester Filmsong (Remember Me)

Grammy Awards 2019
- Nominierung als Best Score Soundtrack For Visual Media (Michael Giacchino)
- Nominierung als Best Song Written For Visual Media (Remember Me, Miguel und Natalia Lafourcade)

Guild of Music Supervisors Awards 2018
- Nominierung in der Kategorie Best Music Supervision in Motion Picture – Motion Picture Over 25M (Tom MacDougall)
- Nominierung in der Kategorie Best Song/Recording Created for a Film (Remember Me)[18]

Houston Film Critics Society Awards 2018
- Auszeichnung als Bester Song (Remember Me)

Oscarverleihung 2018
- Auszeichnung als Bester Song (Kristen Anderson-Lopez und Robert Lopez für Remember Me)

Saturn-Award-Verleihung 2018
- Nominierung für die Beste Filmmusik  (Michael Giacchino)[19]

World Soundtrack Academy Awards 2018
- Nominierung als Best Original Song written directly for a Film (Remember Me)[20]